# ロデオ倶楽部!
『ロデオ倶楽部!』（ロデオくらぶ、英語：RODEO CLUB）は、2013年から2015年にかけてBSフジで放送されたバラエティ番組。

## 概要
GRANRODEOのKISHOW（谷山紀章）とe-ZUKA（飯塚昌明）によるバラエティ番組。主に大型ライブ・プロジェクトへ向けての準備企画を中心として、その他各種イベントの密着映像で構成されていた。
第1期「ロデオ倶楽部!」
2013年1月27日から4月7日まで全10回放送。
2013年4月の横浜アリーナ2DAYSライブを決定した計り知れないGRANRODEOの2人に、日曜深夜枠を任せてみようとプロデューサーの無謀な決断で決め、横浜アリーナへ向けて何かを探すという番組。そのためオープニングではタイトルコール後に黒地に灰色の字で書かれた「ROAD TO YOKOHAMA ARENA」の静止画と同文のナレーションが流れた。また、1期放送後の「2014新春たまアリ直前生放送スペシャル!」では1期同様にオープニングで「ROAD TO SAITAMA SUPER ARENA」の静止画と同文のナレーションが流れた。
第2期「ロデオ倶楽部!〜season II〜」
2014年10月19日から12月21日まで全10回放送。
2015年の結成10周年のアニバーサリーイヤーを目前に控えたGRANRODEOの2人に、プロデューサーが今後の方向性を決める為に10本の番組をお任せするという形で今改めて挑戦したいことを実現させる番組。
また、GRANRODEOのオリジナル短編アニメ『ぐらP&ろで夫』も第1〜10話まで放送した（詳細は『ぐらP&ろで夫』を参照）。
第3期「ロデオ倶楽部!〜season III〜」
2015年10月24日から12月26日まで全10回放送。
GRANRODEO10周年・BSフジ15周年を記念して行われる日本武道館での大晦日カウントダウンライブとロデオ倶楽部番組イベントを盛り上げる番組。そのためオープニングでは、タイトルコール後に黒地に灰色の字で書かれた「ROAD TO BUDOKAN」の静止画と同文のナレーションが流れた。また、番組ホームページのフォームにて大晦日イベントでの企画アイデア募集も行われ視聴者からのアイデアは番組内で紹介された。

## 放送リスト

### 第1期
|    | 放送日  | 副題（DVD版表記）                      | 放送内容 |
| -- | ------- | -------------------------------------- | --- |
| 1  | 1月27日 | 祝・初冠番組 緊急企画会議篇            | 企画会議・意気込み決意揮毫 |
| 2  | 2月3日  | 輝くロデオ大賞!&ゆく牛くる牛篇         | ロデオ組ライブ「輝くロデオ大賞!」「ゆく牛くる牛」完全密着                                                                     |
| 3  | 2月10日 | まずは敵を知れ!横浜ロケ 綱島・中華街篇 | 横浜綱島・中華街ロケ |
| 4  | 2月17日 | まずは敵を知れ!横浜ロケ Sam's Bar篇    | 横浜市中区「Sam's Bar」ロケ 中村裕介・川勝洋一トーク 飯塚昌明・つのだ☆ひろ「The Victory Road 新譜発売記念ライヴ」インタビュー |
| 5  | 2月24日 | 早くもネタ切れ!?企画会議篇             | 緊急企画会議・CLACK STAR TOURS名古屋公演密着 飯塚昌明MI JAPAN GIT MASTERS 2012決勝大会密着                                    |
| 6  | 3月3日  | ロデオ体操を考える&Zepp Tokyoライブ篇  | 緊急企画会議・ロデオ体操考案 CLACK STAR TOURS東京公演密着                                                                     |
| 7  | 3月10日 | 横アリの運命を占う!KISHOW篇            | 知叡タロットカードでKISHOWを占う・偏愛の輪舞曲PV撮影密着                                                                      |
| 8  | 3月17日 | 横アリの運命を占う!e-ZUKA篇            | 横浜公園アコースティックゲリラライブ・波木晶西洋占星術でe-ZUKAを占う                                                          |
| 9  | 3月31日 | 牛歩青空ライブ（前編）                 | 本牧バックロット牛歩青空ライブ前半                                                                                            |
| 10 | 4月7日  | 牛歩青空ライブ（後編）                 | 本牧バックロット牛歩青空ライブ後半・G8 ROCK☆SHOWリハーサルにて番組最終回挨拶                                                  |

### 第2期
|    | 放送日   | 副題（DVD版表記）                             | 放送内容                                                                                                   |
| -- | -------- | --------------------------------------------- | --- |
| 1  | 10月19日 | 祝・シーズン2!恒例企画会議篇                  | 企画会議・飯塚昌明声優デビュー                                                                             |
| 2  | 10月26日 | 会議は続くよどこまでも!牛歩のグッズ作り篇     | 企画会議・札幌キャンペーン密着・牛歩グッズ計画                                                             |
| 3  | 11月2日  | サポメン登場!掛川バスツアー 前篇              | ロデオ組大慰安旅行atつま恋・ランティス祭り2014関東公演                                                     |
| 4  | 11月9日  | ロデオ組と大熱唱!掛川バスツアー 後篇          | ロデオ組大慰安旅行atつま恋・飯塚昌明GIT MASTERS2014決勝大会                                                |
| 5  | 11月16日 | 悲鳴がこだまする!健康志向の足つぼ篇           | 足つぼマッサージ・牛歩グッズを作る・オーダーメイド枕計測                                                   |
| 6  | 11月23日 | 新代田FEVER LIVE & 7 -seven- MV撮影現場潜入篇 | 「カルマとラビリンス」購入者対象抽選スペシャルライブ@新代田FEVER FLOW×GRANRODEO「7 -seven-」レコーディング |
| 7  | 11月30日 | FLOW登場!恐怖の心理テスト篇                   | FLOWインタビュー・「7 -seven-」PV撮影裏側                                                                  |
| 8  | 12月7日  | 待望の町ロケ!ブラロデオ&猫カフェ篇            | 外ロケ編Part1「GRANROJIO presents ブラロデオ」銀座路地裏・猫カフェniao                                     |
| 9  | 12月14日 | 初の2人飲み!スナックでカラオケ篇              | 外ロケ編Part2 猫カフェniao・恵比寿スナックTwilight                                                         |
| 10 | 12月21日 | また会う日まで!打ち上げ&牛歩グッズ完成篇      | 大打ち上げ大会・「Punky Funky Love」PV撮影密着 牛歩湯呑み計画・ロデオ倶楽部season IIIの企画書を作ろう!     |

### 第3期
|    | 放送日   | 副題（DVD版表記）                        | 放送内容                                                                                      |
| -- | -------- | ---------------------------------------- | --------------------------------------------------------------------------------------------- |
| 1  | 10月24日 | 祝・大晦日イベント決定！ 恒例企画会議 篇 | 大晦日番組イベント会議・DECADE OF GR発売キャンペーン大阪                                      |
| 2  | 10月31日 | これが牛歩の絵心！ グッズ制作会議 篇     | 大晦日イベント牛歩グッズ会議・DECADE OF GR新宿ゲリラライブ                                    |
| 3  | 11月7日  | G10 ROCK☆SHOW 突撃ロデオの楽屋 篇        | 10th ANNIVERSARY LIVE G10 ROCK☆SHOW -RODEO DECADE-密着                                        |
| 4  | 11月14日 | ツッコミ炸裂！ 牛歩グッズ制作会議 篇     | 牛歩グッズ会議・DECADE OF GR発売キャンペーン渋谷                                              |
| 5  | 11月21日 | モ～！カバーはやめ！ 牛歩の歌作り 篇     | 牛歩オリジナルソング制作、大晦日イベント視聴者アイデア紹介                                    |
| 6  | 11月28日 | 新事実発覚！ 牛歩の企画会議 篇           | 大晦日イベントコント企画お笑いレクチャー、牛歩サイン考案                                      |
| 7  | 12月5日  | ファンクラブ限定ライブに突撃密着 篇      | ロデオ組 presents 10th ANNIVERSARY EVENT“GR感謝祭”密着                                        |
| 8  | 12月12日 | ロデ散歩！ コーディネート対決 篇         | オシャレタウン中目黒 ぶらりロデ散歩!                                                          |
| 9  | 12月19日 | 超大物ゲスト登場！ コント企画 篇         | 加藤茶・武道館 バンド コントスペシャル対談!                                                   |
| 10 | 12月26日 | 最強助っ人登場！ コント企画 篇           | 「年忘れ!今年のロデオ今年のうちに」見所紹介スペシャル! 柴田英嗣とのコント会議・牛歩グッズ完成 |

### スペシャル放送
| 放送日         | 放送時間       | 特番タイトル                          |
| -------------- | -------------- | ------------------------------------- |
| 2013年7月14日  | 1:00 - 1:55    | DVD発売記念スペシャル                 |
| 2014年1月4日   | 0:00 - 0:55    | 2014新春たまアリ直前生放送スペシャル! |
| 2014年9月27日  | 23:40 - 翌0:35 | カルマとラビリンススペシャル          |
| 2015年3月28日  | 10:30 - 11:00  | seasonII 総集編スペシャル             |
| 2015年10月18日 | 0:00 - 0:30    | GR10周年記念SP seasonⅢも始まるよ！    |
| 2016年2月28日  | 0:00 - 1:25    | 年忘れ!今年のロデオ今年のうちに       |

## ゲスト
第1期 
- 第1回：DAIGO
- 第4回：中村裕介・川勝陽一、つのだ☆ひろ
- 第7回：知叡（タロット占い師）
- 第8回：波木晶（西洋占星術占い師）
- 第9・10回：新田恵利

 第2期 
- 第3回：瀧田イサム・長井"VAL"一郎
- 第5回：ドクターフット足つぼマッサージ師、齊藤真奈美・加藤裕香（山田朱織枕研究所 枕診断士）
- 第7回：FLOW
- 第8回：岡本哲志（法政大学デザイン工学部建築学科教授）

 第3期 
- 第1回：立本洋之（BSフジプロデューサー）
- 第4回：川太剛・古内真由美（ワールド・ワイド）
- 第6回：海原はるか・かなた
- 第7回：セバスチャン
- 第9回：加藤茶
- 第10回：柴田英嗣（アンタッチャブル）、川太剛・古内真由美（ワールド・ワイド）

 スペシャル放送 
- 2014年1月3日：高柳明音（直前に放送された『高柳明音(SKE48)の「翼をください」』新春生放送スペシャルのセットを流用しての生放送だったため、背景の年賀状パネル2枚を回収のため登場）、FLOW（ビデオコメント出演）、DAIGO（ビデオコメント出演）、新田恵利
- 2016年2月26日：柴田英嗣（アンタッチャブル）

## 牛歩
- season Iの番組内の企画会議から生まれた、GRANRODEOをカバーする謎の路上ユニットという設定の番組限定アコースティックデュオ。KISHOWとe-ZUKAがそれぞれ「牛山」「牛塚」の名前で、牛の着ぐるみパジャマ姿に扮して活動する。
- 2013年3月10日に本牧バックロットにてミニライブを実施し、ライブの模様は第9・10回にて放送された。この他、2014年1月3日「2014新春たまアリ直前生放送スペシャル!」、第2期2・5・10回にも登場した。
- 第2期第10回にて某大手精肉会社からのオファーを受け、牛歩パート終了後のseason IIIの企画会議パート内にて牛歩から叙々苑の焼肉弁当が2つ差し入れられたという形で、牛歩の2頭が弁当に加工される結末となった。
- 一度は食肉加工の結末となったが、大晦日番組イベント「年忘れ!今年のロデオ今年のうちに」の牛歩グッズに関しての協議のため第3期第1回で再登場し、その後第4・6・10回、大晦日イベント「今年のロデオ今年のうちに」にも登場。

## イベント
- 牛歩青空ライブ（2013年3月10日 本牧バックロット）
- BSフジ開局15周年×GRANRODEO10周年 BSフジ「ロデオ倶楽部」presents 第1部公演「年忘れ!今年のロデオ今年のうちに」（2015年12月31日 日本武道館）

## DVD
ランティス公式通販サイト「L-MART」並びに後身のA!SMART内「A-on STORE」限定での販売。
- ロデオ倶楽部 DVD（LZM-2103/2104）2013年7月20日発売
- ロデオ倶楽部～seasonII（LZM-2132/2133）2015年7月19日発売
- ロデオ倶楽部 seasonIII（LABM-2150/2151）2016年12月7日発売